# Музей Патриарха
Музей Патриарха (исп. Museo del Patriarca) — художественный и исторический музей в городе Валенсия, Испания, названный в честь католического святого, архиепископа и вице-короля Валенсии Хуана де Риберы, носившего в католической церкви сугубо почётный титул латинского патриарха Антиохии.

## История
Хуан де Рибера (1532—1611), видный деятель Контрреформации, светский (вице-король) и духовный (архиепископ) глава Валенсии, основал в этом городе семинарию Корпус Кристи (Тела Христова), чтобы вести там подготовку священников в соответствии с правилами Тридентского собора. Для семинарии было построено в центре Валенсии великолепное здание с огромной домовой церковью, а сама семинария постепенно стала обладателем ценной коллекции произведений искусства.
На сегодняшний день эта коллекция обращена в общедоступный музей. Он размещается в нескольких помещениях построенного при Хуане де Рибере здания семинарии.

## Описание
Музей располагает размещённой в нескольких залах коллекцией старинной, в основном испанской и нидерландской живописи, в том числе работами Эль Греко, Франсиско Рибальта и Луиса де Моралеса. Здесь также можно увидеть старинный самшитовый крест, изготовленный  монахами Афона, ряд ценных скульптур и произведений декоративно-прикладного искусства. Жемчужиной коллекцией является ларец с оригиналом последней рукописи Томаса Мора, написанной им во время заключения в лондонском Тауэре. После казни Мора, рукопись, по воле его дочери Маргариты, была передана испанцам и, через исповедника императора Карла V, Фра Педро де Сото отправлена в Валенсию, где жил близкий друг Томаса Мора Луис Вивес.

## Посещение
Музей находится в историческом центре Валенсии в шаговой доступности от ряда других достопримечательностей Старого города. Посещение платное.

## Галерея

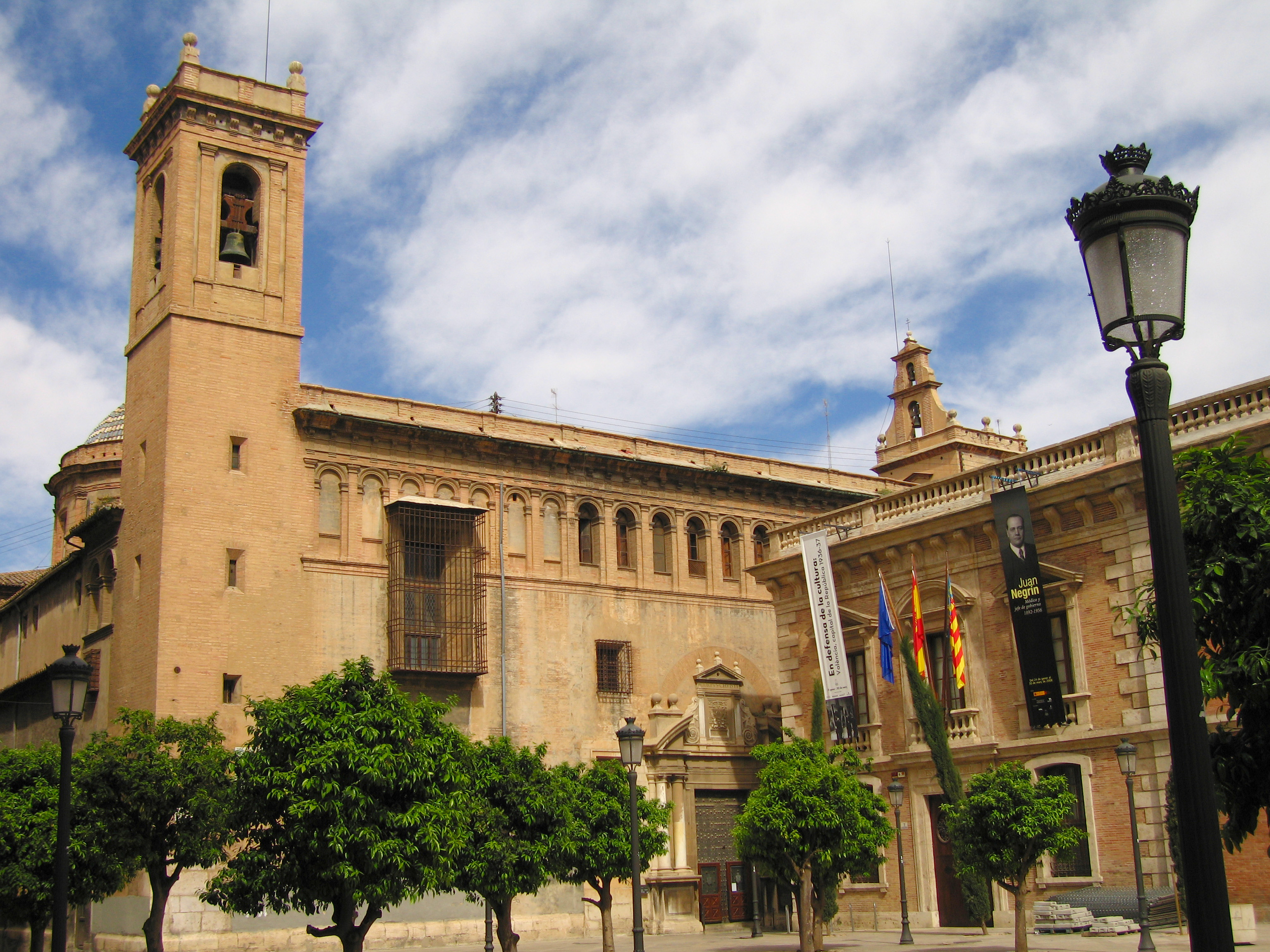
Вид на семинарию Корпус Кристи, во флигеле которой расположен музей.
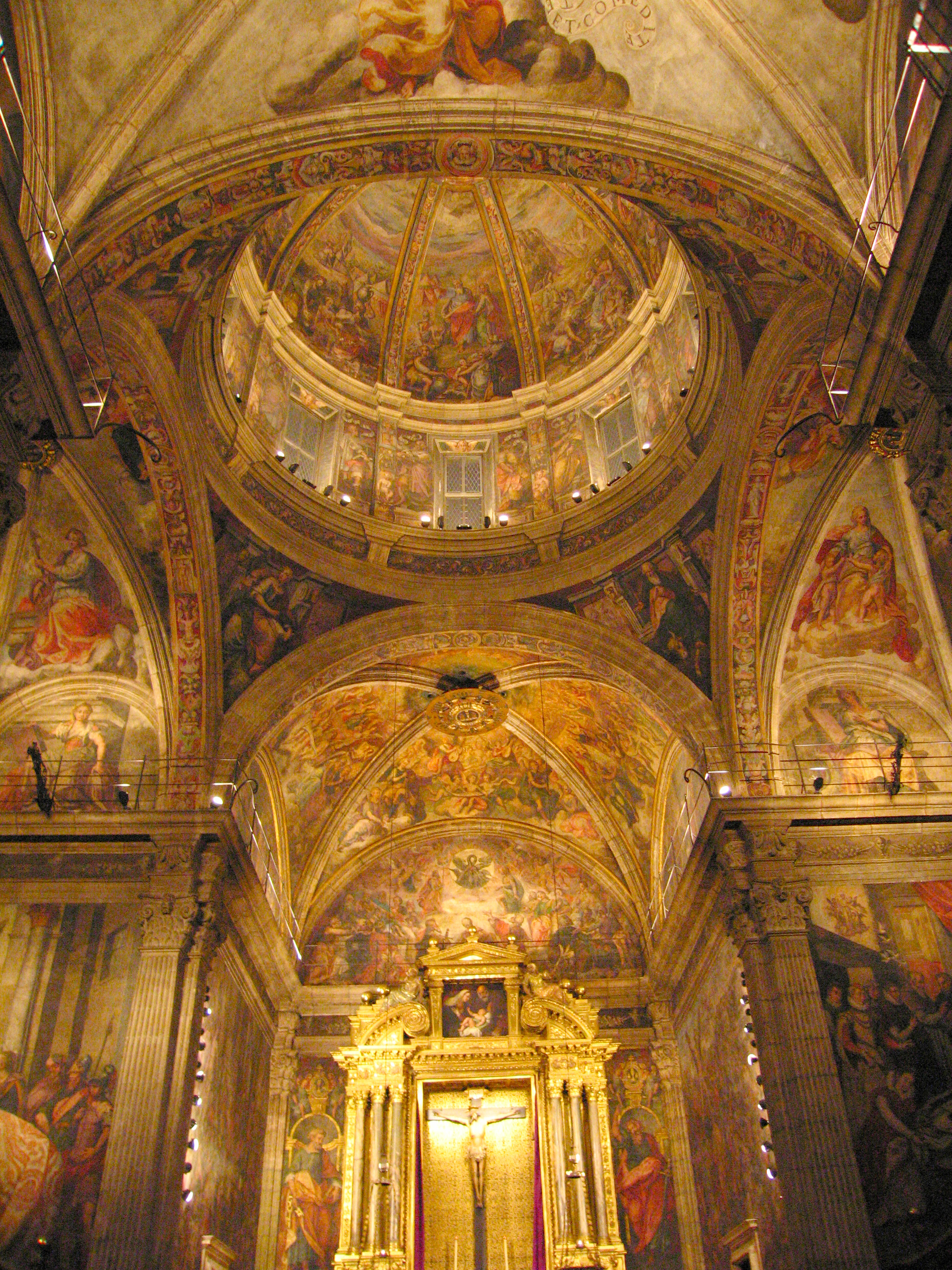
Церковь семинарии с фресками 16-го века. Интерьер.
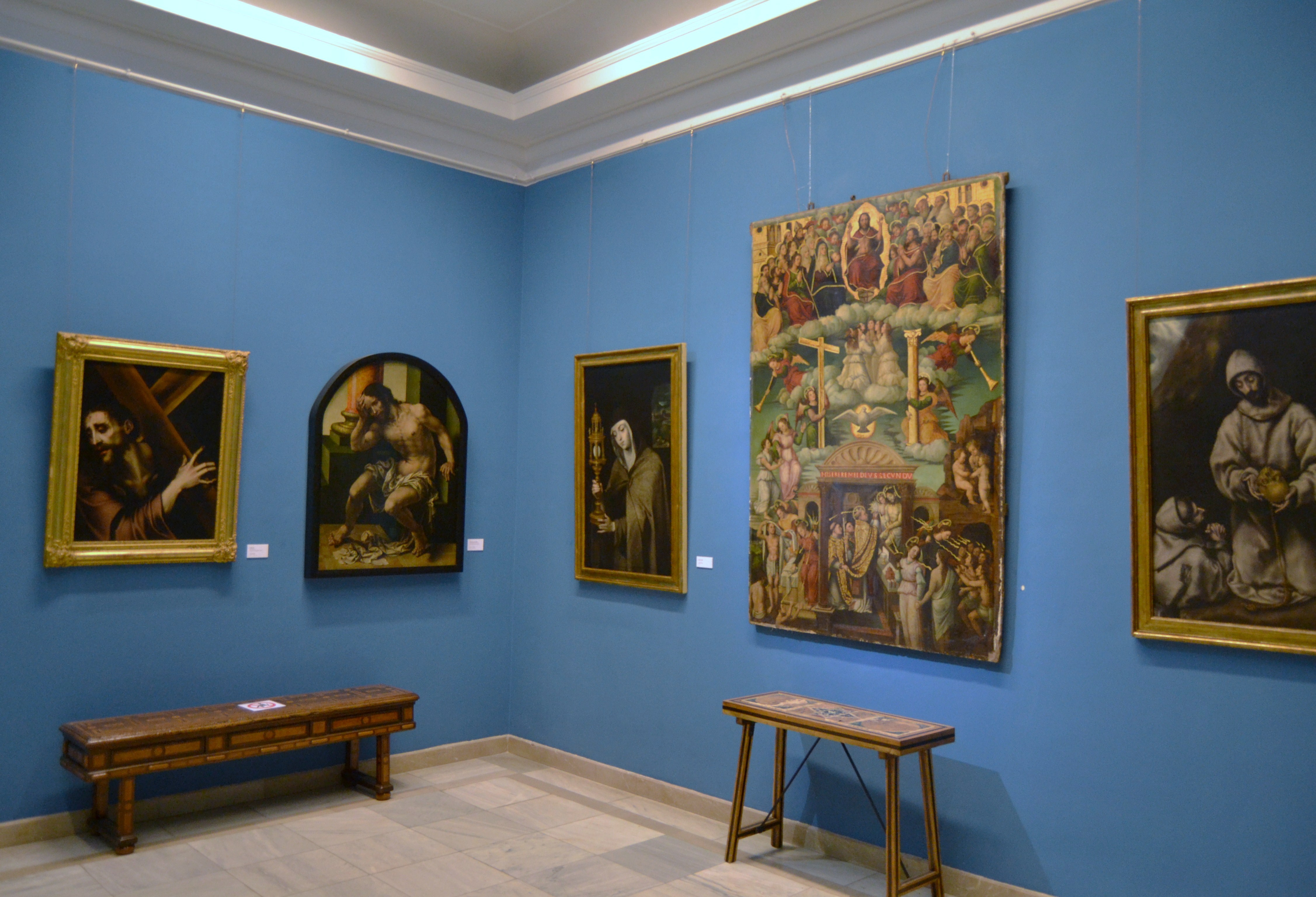
Вид одного из залов музея.
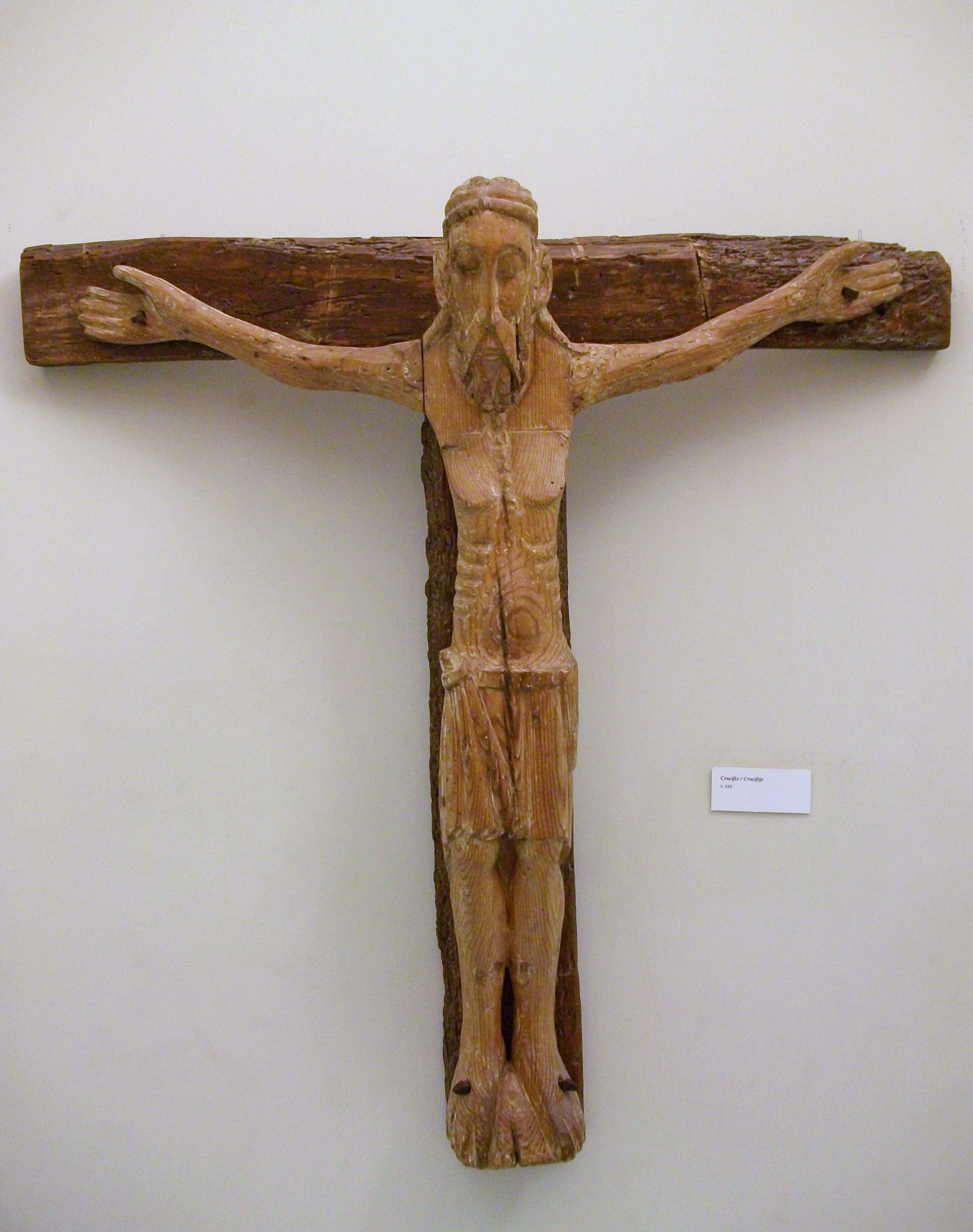
Старинный самшитовый крест XIII века.
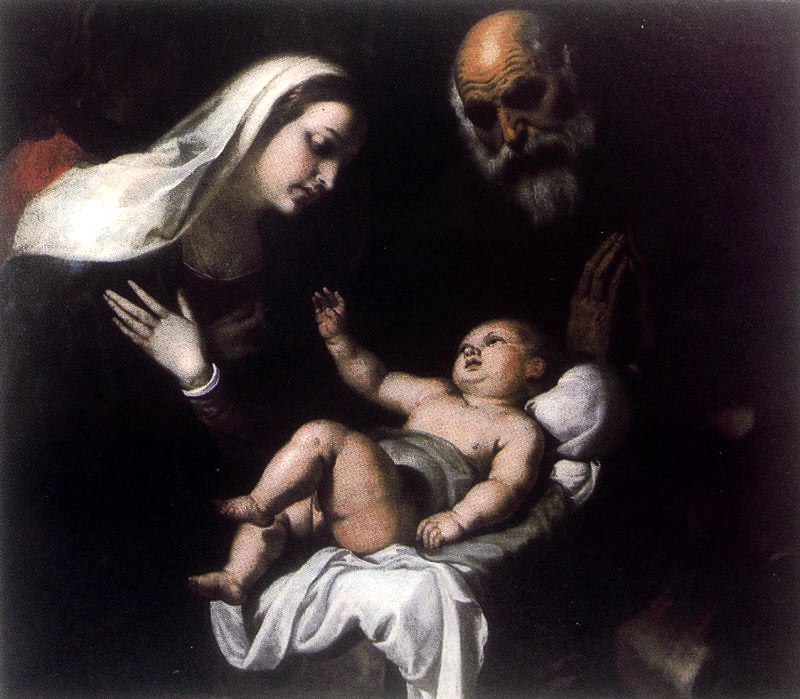
Франсиско Рибальта (1565—1628). Рождество Христово, 1610.
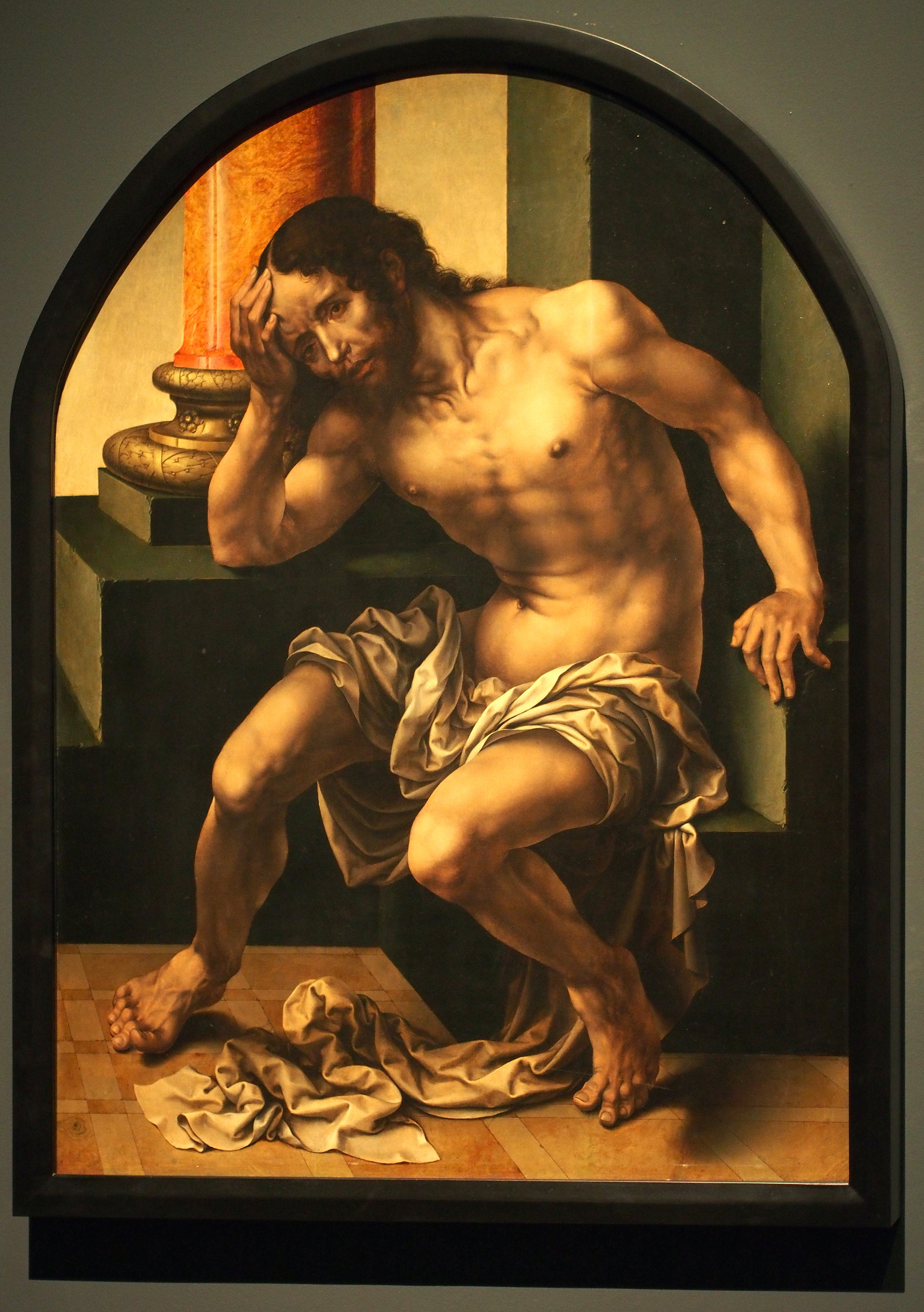
Ян Госсарт по прозванию Мабюз (1478—1532). Христос — Муж скорбей.
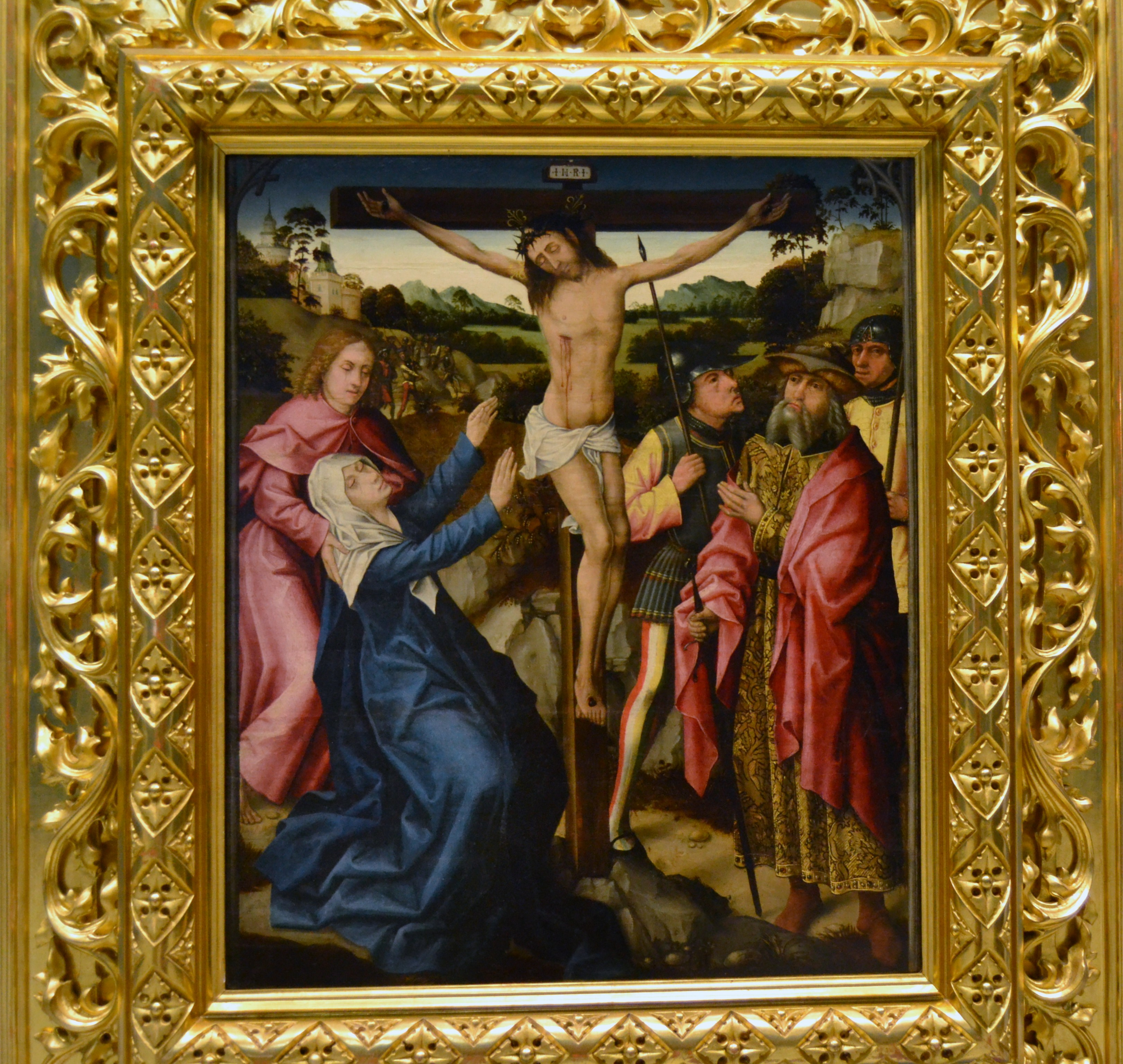
Ян Провост (1465 —1529). Распятие Иисуса Христа.
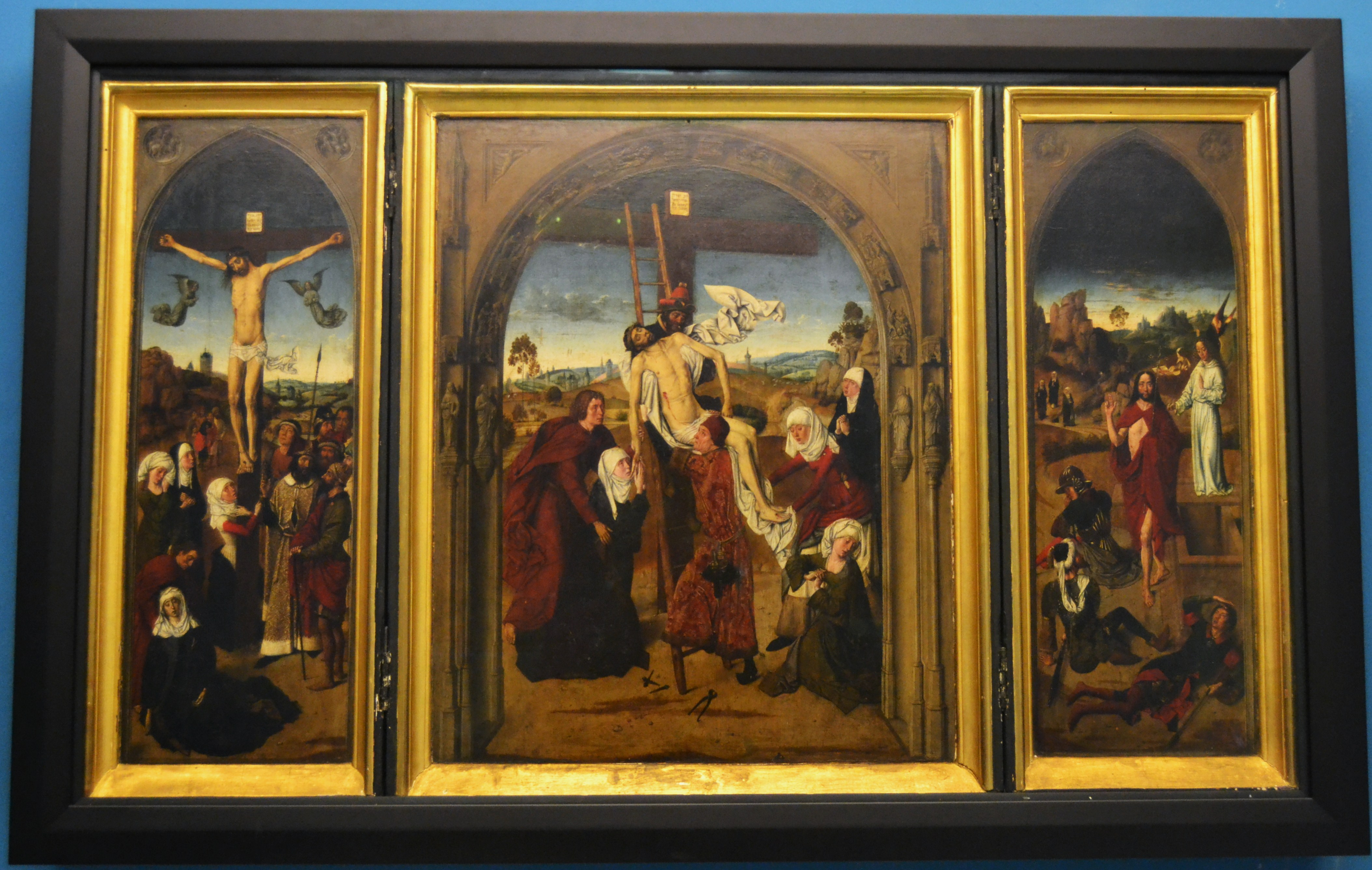
Дирк Баутс (1415—1475). Алтарный триптих.